# Малые Жеребки
Малые Жеребки (укр. Малі Жеребки) — село в Теофипольском районе Хмельницкой области Украины.
Население по переписи 2001 года составляло 136 человек. Почтовый индекс — 31266. Телефонный код — 3844. Занимает площадь 0,857 км². Код КОАТУУ — 6824784502.

## Местный совет
30648, Хмельницкая обл., Теофипольский р-н, с. Михиринцы, ул. Первомайская, 8